# Tweede Kamerverkiezingen 1986/Kandidatenlijst/D66
De kandidatenlijst voor de Tweede Kamerverkiezingen 1986 van D66 was als volgt:

## De lijst
- vet: verkozen
- schuin: voorkeurdrempel overschreden

1. Hans van Mierlo - 506.905 stemmen
2. Louise Groenman - 29.297
3. Maarten Engwirda - 4.536
4. Gerrit Jan Wolffensperger - 4.003
5. Erwin Nypels - 1.812
6. Doeke Eisma - 792
7. Dick Tommel - 1.639
8. Jacob Kohnstamm - 507
9. Aad Nuis - 695
10. Saskia van der Loo-de Steenwinkel - 4.350
11. Machteld Versnel-Schmitz - 1.130
12. Thom de Graaf - 392
13. Herman Schaper - 214
14. Ernst Bakker - 249
15. Paul Wessels - 680
16. Carien Evenhuis - 933
17. Chel Mertens - 138
18. Bob van den Bos - 102
19. Adriaan van Geest - 146
20. Thea Horsmans - 251
21. Edo Spier - 214
22. Toos de Gier-Arends - 440
23. Leo de Graaf - 80
24. Andries Veldkamp - 631
25. Michiel ten Brink - 106
26. Ton Friesen - 180
27. Bert Bakker - 88
28. Dick Teegelaar - 352
29. John Jadnanansing - 264
30. Bert van Wijk - 1.340

PvdA · CDA · VVD · D66 · PSP · SGP · CPN · PPR · RPF · GPV · EVP · AR'85 · Centrumdemocraten · Federatieve Groenen · VCN · Centrumpartij · PGI · SP · Partij voor Ambtenaren en Trendvolgers · Lijst 19 (kieskring 9) · God Met Ons · Partij voor de Middengroepen · Loesje · Humanistische Partij · SAP · Partij Algemeen Belang · Lijst 27
1967 · 1971 · 1972 · 1977 · 1981 · 1982 · 1986 · 1989 · 1994 · 1998 · 2002 · 2003 · 2006 · 2010 · 2012 · 2017 · 2021 · 2023